# Humberto Dumandré

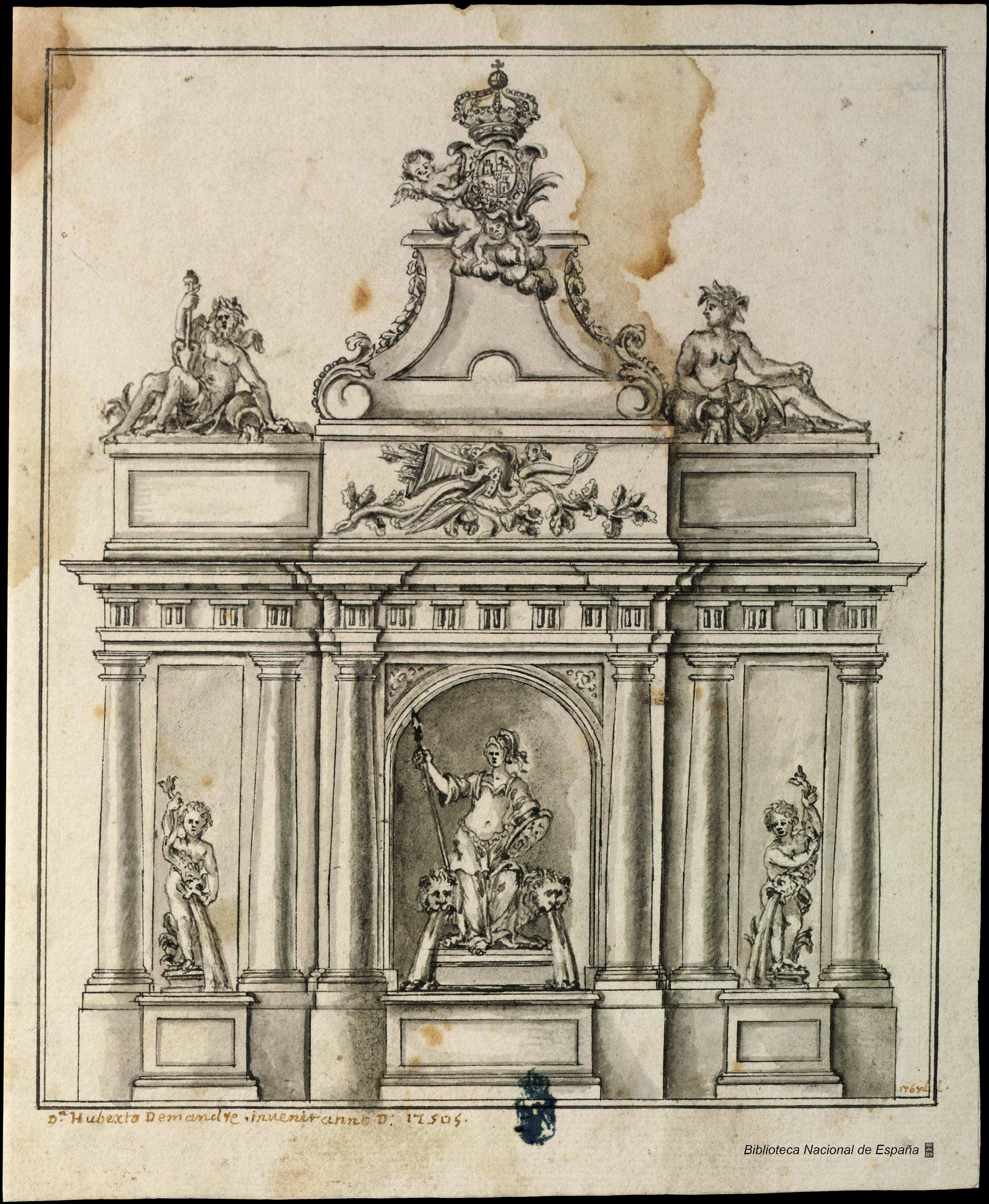
Fuente monumental, dibujo a pluma, tinta y aguadas grisáceas. Madrid, Biblioteca Nacional de España, DIB 15/7/11. Inscripción «Dn. Huberto Demandré. Invenit anno D 17505».

Humberto Dumandre (1701-1781) fue un escultor y arquitecto francés, activo en España.

## Biografía
Era natural de la villa francesa de Tincry. Su nacimiento se ha datado en 1701. Tuvo un hermano llamado Antonio, también escultor y fallecido en 1761. Fue uno de los primeros académicos de mérito de la Real Academia de San Fernando, institución que le nombró director honorario en la escultura el año 1754, y académico de mérito en la arquitectura en 1759. Murió en Madrid en 1781.
Entre las muchas obras que dejó a su muerte, se encuentran las que ejecutó para los jardines del Real Sitio de San Ildefonso, que incluyen la fuente de las Ranas y la de los Baños de Diana; los grupos de venados, estatuas y jarrones de la plazuela de la última fuente, acompañado de Pierre Pitué; el Saturno en el parterre de Andrómeda, la poesía pastoral y una cazadora en la plazuela de las Ranas, cuatro faunos colocados en otros tantos nichos de la de la Yerva, y por modelos de René Frémin, el Saturno y el Marte que existían en la plaza de las ocho calles; dos esfinges delante de la fachada interior y principal de palacio en los jardines, y la escultura de la fuente de la Fama, ayudado de su hermano y de Pitué. Trabajó también en el sepulcro que se hizo para Felipe V en la colegiata de aquel real sitio, del que resta el testimonio de la estampa grabada por José Andrade, y ejecutó la escultura del retablo para la capilla del palacio de Riofrío, que se trasladó después a la catedral de Segovia.